# Квіткіс (гурт)
«Квіткіс» — український музичний гурт, сформований 2020 року. У звучанні колективу поєднується панк і альтернативний рок.

## Історія
Група, до складу якої входять вокаліст і автор текстів Дмитро Войналович, ударник Віталій Капранов та гітарист Максим Сторчак, була утворена у Києві 12 травня 2020 року.
Дебютний однойменний альбом команди вийшов через кілька тижнів після створення – 29 травня. До нього увійшло сім пісень. У лонгплеї "чітко простежується емоція, якась недбалість і жвавість настрою, з яким записувалися треки".
У 2020-му музиканти також випустили сингл "Па-па". Це перша аудіоробота, яка вийшла на лейблі Violet Music. Композиція отримала ротації на радіостанціях і увійшла у рейтинг кращих українських новинок року за версією Радіо MAXIMUM.
Взимку того ж року у колаборації з Ульмо Три був записаний трек "Різдво". Він з'явився у рамках масштабного святково-пісенного проєкту "Кришталеві візерунки", організованого музичним інтернет-ресурсом MVUA. 
У лютому 2021-го відбувся перший концерт квіткіс – гурт зіграв на розігріві у групи Кімната Гретхен. Виступ відбувся у київському клубі "Теплий Ламповий".
Влітку гурт квіткіс став одним з переможців відбору на Respublica Showcase 2021 у Кам'янці-Подільському який проводили організатори музично-мистецького фестивалю сучасного вуличного мистецтва Respublica.
В липні 2021 року побачив світ мініальбом "Молодість". А у листопаді гурт почав співпрацювати з лейблом УМІГ Мьюзік. Наслідком спільної роботи став вихід EP "Катакомбо".

## Музичний стиль і впливи
З самого початку квіткіс прагнули грати "щось схоже на бритпоп", але зупинилися на поп-панку, так як "він більш емоційний і легший у виконанні".
Творчість квіткіс порівнюють зі звучанням таких гуртів, як My Chemical Romance, Box Car Racer, Green Day та Simple Plan. У більшості їхніх пісень присутні гітара з ефектом дисторшн і швидкі ударні . Пісні переважно тривають менше 4 хвилин.
Учасники квіткіс стверджують, що найбільше на них вплинули гурти Ramones, Weezer і Slaves
.

## Склад
- Діма Войналович — вокал, тексти[14]
- Віталій Капранов — ударні, бек-вокал[15]
- Миколай Семчук — гітара[16]
- Марина Романенко — бас-гітара

## Дискографія
- 2020 — «Квіткіс [Архівовано 14 Листопада 2021 у Wayback Machine.]»
- 2021 — «Молодість [Архівовано 14 Листопада 2021 у Wayback Machine.]»
- 2021 — Катакомбо [Архівовано 20 Листопада 2021 у Wayback Machine.]
- 2022 — Всяка музяка
- 2023 — Ритмоплин

## Сингли та невеликі альбоми
- листопад 2020 — Па-па [Архівовано 14 Листопада 2021 у Wayback Machine.][17]
- грудень 2020 — Різдво
- листопад 2021 — Не забивай [Архівовано 14 Листопада 2021 у Wayback Machine.]
- лмпень 2021 — Ти така суперова (Censored)
- липень 2021 — Молодість
- листопад 2021 — Не забивай
- листопад 2021 — Метро
- листопад 2021 — Катакомбо
- березень 2022 — Привиди
- травень 2022 — Серце б'ється! (Acoustic Live)
- липень 2022 — ДХХ
- серпень 2022 — Патібас
- вересень 2022 — Неуя
- вересень 2022 — Однокласниця
- жовтень 2022 — Щекавиця
- грудень 2022 — Брат
- лютий 2023 — Анатомія
- березень 2023 — Танців не буде
- липень 2023 — Зорі
- липень 2023 — Лова

## Цікаві факти
- Всі пісні квіткіс, випущені у 2020-2021 роках, були записані на студії гітариста гурту Біла Вежа Андрія Томашенка Top Sound Records, а їхнім саундпродюсером став лідер проєкту Ульмо Три Костянтин Шелудько[18].
- Пісня "Мене вабить твій денс" з першого альбому квіткіс стала саундтреком до рекламного відео для Samsung у рамках конкурсу молодих режисерів YO! Directors Awards 2021[19].